# 31 Геркулеса
31 Геркулеса (лат. 31 Herculis, HD 149141) — тройная звезда в созвездии Геркулеса на расстоянии приблизительно 464 световых лет (около 142 парсек) от Солнца.

## Характеристики
Первый компонент (WDS J16315+3331A) — белая звезда спектрального класса A0, или A2Vn, или A2n. Видимая звёздная величина звезды — +7,114m. Масса — около 2,227 солнечных, радиус — около 2,287 солнечных, светимость — около 22,943 солнечных. Эффективная температура — около 7982 K.
Второй компонент — красный карлик спектрального класса M. Масса — около 84,5 юпитерианских (0,08066 солнечной). Удалён в среднем на 1,953 а.е..
Третий компонент (WDS J16315+3331B). Видимая звёздная величина звезды — +12,2m. Удалён на 4,9 угловые секунды.